# Isla Moutohora
La isla Moutohora (en inglés: Moutohora Island) es una pequeña isla deshabitada situada frente a la costa de bahía de Plenty en la isla Norte de Nueva Zelanda, a unos 9 kilómetros (5,6 millas) al norte de la ciudad de Whakatane. La isla de 1,43 kilómetros cuadrados (0,55 millas cuadradas) es un remanente de un complejo  volcánico que se erosionó, dejando dos picos. Esta sigue siendo un área de actividad volcánica y hay aguas termales en la isla en el valle de Sulphur, la bahía de McEwans y la bahía de Sulphur.